# Seleção Somalilandense de Futebol
A Seleção Somalilandense de Futebol é a seleção nacional da Somalilândia, uma região autônoma localizada na região noroeste da Somália. Não é afiliada à FIFA nem à Confederação Africana de Futebol, e por este motivo, não pode disputar a Copa do Mundo nem a Copa Africana de Nações. É um membro associado da ConIFA, uma associação estabelecida em 2013, e formada por equipes de dependências, estados não reconhecidos, minorias, povos sem estado, regiões e micronações que não são afiliadas à FIFA.

## História
A Associação de Futebol da Somalilândia possui atualmente uma liga nacional que consiste de 12 clubes semi-profissionais patrocinados ou apoiados por organizações públicas e privadas. A Associação também realiza um torneio inter-regional de futebol bianual, no qual todas as 13 regiões participam em grupos de etapas realizadas em todo o país, com os últimos quatro vencedores do grupo disputando as semifinais na capital Hargeisa.
Pela primeira vez em sua existência, a Associação de Futebol da Somalilândia participou de um torneio internacional na Copa do Mundo ConIFA de 2016, realizada na Abecásia. A Somalilândia foi sorteada no grupo D ao lado de Panjabe e Lapônia. Perdendo ambos os jogos, continuou a jogar mais duas partidas contra os vice-campeões, Arquipélago de Chagos e País Székely. A Somalilândia terminou em 10º na competição.
Após a conferência anual da ConIFA, a Seleção Somalilandense foi convidada para competir na Copa do Mundo ConIFA de 2016, onde terminou em décimo de doze equipes.